# Pacha Gáspár
Pacha Gáspár (1776 – 1811) zeneszerző, karmester. 33 évesen lett a pesti magyar színtársulatban karmester, emellett operaszövegek szerzője is volt.

## Művei
- Daljátékok (Aurora vagy a pokol csodája, 1804);
- Aranyidő vagy Inkle és Járikó, 1808;
- Az első hajós, 1810;
- Perseus és Andromeda, 1810);
- Kantáta (A magyaroknak hívsége és nemzeti lelke, 1809).